# Ahorn (Baden-Württemberg)
Ahorn è un comune tedesco di 2 238 abitanti, situato nel land del Baden-Württemberg.